# The Second City
The Second City é uma empresa de comédia de improvisação que se originou no bairro Old Town de Chicago.
O Teatro Second City abriu em 16 de Dezembro de 1959 e desde então tem expandido sua actuação para diversas outras cidades, incluindo Toronto, Canadá e Los Angeles, Califórnia. O The Second City produziu programas de televisão, tanto nos Estados Unidos e no Canadá, incluindo SCTV, Second City Presents, e Next Comedy Legend, além de ser fortemente envolvido na criação do satírico filme de ficção científica de 1969 The Monitors. Desde sua estreia, o Second City tem sido consistentemente um ponto de partida para comediantes, actores premiados, directores e outros no mundo da televisão.

## Alunos

### Chicago
- 1959 - Howard Alk, Roger Bowen, Severn Darden, Andrew Duncan, Barbara Harris, Mina Kolb, William Mathieu, Sheldon Patinkin, Bernard Sahlins, Paul Sills, Eugene Troobnick
- 1960 - Alan Arkin, Paul Sand, Joyce Sloane
- 1961 - Bill Alton, John Brent, Hamilton Camp, Del Close, Melinda Dillon, Anthony Holland, Zohra Lampert, Alan Myerson, Irene Riordan, Joan Rivers, Avery Schreiber
- 1962 - Mona Burr, Dennis Cunningham, Dick Schaal
- 1963 - Jack Burns, MacIntyre Dixon, Ann Elder, Judy Elder, Melissa 'Sally' Hart, Richard Libertini, Omar Shapli
- 1964 - Ian Davidson, Eugene Kadish, Fred Kaz, Harv Robbin, David Steinberg
- 1965 - Joan Bassiee, Robert Benedetti, Alex Canaan, Sondra Caron, Josephine Forsberg, Judy Graubart, Robert Klein, David Paulsen, Fred Willard
- 1966 - Bob Curry, Sid Grossfeld, Sandy Holt, Jon Shank, David Walsh, Penny White
- 1967 - J.J. Barry, Peter Boyle, Martin Harvey Friedberg, Burt Heyman, Lynne Lipton, Ira Miller
- 1968 - Murphy Dunne, Michael Miller, Carol Robinson
- 1969 - David Blum, Martin de Maat, Jim Fisher, Joe Flaherty, Nate Herman, Pamela Hoffman, Roberta Maguire, Judy Morgan, Brian Doyle-Murray, Harold Ramis, Eric Ross, Cyril Simon, Paul Taylor
- 1971 - John Belushi, Eugene Ross-Leming, Dan Ziskie
- 1972 - Dave Rasche, Ann Ryerson
- 1973 - John Candy, Stephanie Cotsirilos, Tino Insana, Bill Murray, Jim Staahl, Betty Thomas
- 1974 - Dan Aykroyd, Cassandra Danz, Don DePollo, Michael J. Gellman, Allan Guttman, Deborah Harmon, Richard Kurtzman, Eugene Levy, Raul Moncada, Rosemary Radcliffe, Gilda Radner, Mert Rich, Doug Steckler, Paul Zegler
- 1975 - Bernadette Birkett, Miriam Flynn, George Wendt
- 1976 - Will Aldis, Eric Boardman, Steven Kampmann, Shelley Long, Jim Sherman
- 1977 - Cynthia Cavalenes, Larry Coven
- 1978 - James Belushi, Tim Kazurinsky, Audrie Neenan, Lawrence J. Perkins, Maria Ricossa
- 1979 - Danny Breen, Mary Gross, Bruce Jarchow, Nancy McCabe-Kelly
- 1980 - Meagen Fay, Lance Kinsey, Rob Riley
- 1981 - Susan Bugg, John Kapelos, Rick Thomas
- 1982 - Nonie Newton-Breen, Cheryl Sloane, Craig Taylor
- 1983 - Bekka Eaton, Ed Greenberg, Michael Hagerty, Isabella Hofmann, Richard Kind
- 1985 - Andrew Alexander, Mindy Bell, Jim Fay, Mona Lyden, Len Stuart
- 1986 - Dan Castellaneta, Rick Hall, Bonnie Hunt, Maureen Kelly, Harry Murphy
- 1987 - Steve Assad, Kevin Crowley, Aaron Freeman, Ruby Streak, Barbara Wallace, Ron West
- 1988 - Joe Liss, Mike Myers
- 1989 - Chris Farley, Tim Meadows, Joel Murray, David Pasquesi, Judith Scott, Holly Wortell
- 1990 - Tom Gianas, Bob Odenkirk, Tim O'Malley, Jill Talley
- 1991 - Fran Adams, Cynthia Caponera, Steve Carell, Michael McCarthy, John Rubano
- 1992 - Paul Dinello, Kelly Leonard, Ruth Rudnick, Amy Sedaris
- 1993 - Stephen Colbert, David Razowsky
- 1994 - Scott Adsit, Scott Allman, Jackie Hoffman
- 1995 - Rachel Dratch, Jon Glaser, Jenna Jolovitz, Adam McKay
- 1996 - Kevin Dorff, Tina Fey, Mick Napier, Lyn Pusztai
- 1997 - Jim Zulevic
- 1998 - Rachel Hamilton, T. J. Jagodowski, Jane Lynch, Susan Messing, Jeff Richmond, Tami Sagher, Rich Talarico, Stephnie Weir
- 1999 - Ed Furman, Beth Kligerman
- 2000 - Craig Cackowski, Sue Gillan, Angela Shelton
- 2001 - Debra Downing, Nyima Woods Funk, Martin Garcia, Michael Kennard, David Pompeii
- 2002 - Brian Boland, Josh Funk, Robin Hammond, Alison Riley, Al Samuels, Abby Sher
- 2003 - Dan Bakkedahl, Lisa Brooke, Liz Cackowski, Antoine McKay, Jean Villepique
- 2004 - Brian Gallivan, Maribeth Monroe, Claudia Michelle Wallace
- 2005 - Matt Craig, Molly Erdman
- 2006 - Joe Canale, Ithamar Enriquez, Kirk Hanley, Marc Warzecha, Tom Yorton
- 2007 - Matt Hovde, Brad Morris, Amber Ruffin
- 2008 - Lauren Ash, Jim Carlson, Shelly Gossman, Anthony Leblanc, Michael Patrick O'Brien, Emily Wilson
- 2009 - Andy St. Clair
- 2010 - Allison Bills, Timothy Edward Mason, Julie Nichols, Sam Richardson, Tim Robinson
- 2011 - Edgar Blackmon, Billy Bungeroth, Holly Laurent, Katie Rich, Meghan Teal

### Toronto
- 1973 - Dan Aykroyd, Andrew Alexander, Valri Bromfield, Jayne Eastwood, Gino Empry, Joe Flaherty, Fred Kaz, Brian Doyle-Murray, Gilda Radner, Bernard Sahlins, Gerry Salsberg, Sam Shopsowitz, Joyce Sloane
- 1974 - John Candy, Suzette Couture, Todd Jeffrey Ellis, Piers Gilson, Allan Guttman, Eugene Levy, Catherine O'Hara, Sheldon Patinkin, Jim Patry, Rosemary Radcliffe, Whitney S. Smith
- 1975 - Carol Cassis, Ben Gordon, Andrea Martin, John Monteith, Sharon H. Smith, Dave Thomas
- 1976 - Peter Aykroyd, Brenda Donohue
- 1977 - Del Close, Robin Duke, Steven Kampmann, Robin McCullouch, Martin Short, Dave Thompson, Peter Torokvei
- 1978 - Scott Baker, Sally Cochrane, Cathy Gallant, Len Stuart
- 1979 - Maggie Butterfield, Don DePollo, Don Dickinson, Melissa Ellis, Derek McGrath, Tony Rosato, Kim Sisson, Mary Charlotte Wilcox
- 1980 - Tom Baker, Gabe Cohen, Steve Ehrlick, John Hemphill, Kathleen Laskey, Denise Pidgeon, Wendy Slutsky
- 1981 - Ken Innes, Jerrold Karch, Deborah Kimmett
- 1982 - Michael J. Gellman, Don Lake
- 1983 - Donald Adams, Bob Derkach, June Graham, Bruce Hunter, Ron James, Madelyn Keane, Debra McGrath, Lyn Okkerse, Bruce Pirrie, Jane Schoettle, Blaine Slekirk, Adrian Truss
- 1984 - Sandra Balcovske, Karen Poce
- 1985 - Dana Andersen, Bob Bainborough, Kevin Frank, Linda Kash, Dorothy Tenute
- 1986 - David Huband, Jeff Michalski, Mike Myers, Deborah Theaker, Mark Wilson
- 1987 - Tamar Malic, Ryan Stiles, Audrey Webb
- 1988 - Neil Crone, Wendy Hopkins, Lindsay Leese, Colin Mochrie, Alana Shields, Tim Sims
- 1989 - Patrick McKenna
- 1990 - Kathryn Greenwood, Karen Hines, Gary Pearson, Ed Sahely
- 1991 - Christopher Earle, Nick Johne, Tara Charendoff-Strong, Jenny Parsons, Judith Scott, Peter Sherk, Brian Smith
- 1993 - Andrew Currie, Jackie Harris, Steve Morel, Paul O'Sullivan, Jonathan Wilson
- 1994 - Lori Nasso, Janet van de Graaf
- 1995 - Tamara Bick, Kerry Garnier, Albert Howell, Nancy Marino, Teresa Pavlinek
- 1996 - Jennifer Irwin, Mollie Jacques, Bob Martin, Jack Mosshammer
- 1997 - James Carroll, Marc Hickox, Melody Johnson, Arnold Pinnock, Angela V. Shelton
- 1998 - Gavin Crawford, Tracy Dawson, Andrew Dollar, Mary Pat Farrell, Jerry C. Minor, Doug Morency, Lee Smart, Gina Sorell, Jennifer Whalen
- 1999 - Paul Bates, Lisa Brooke, Kevin Dorff, K. McPherson Jones
- 2000 - Geri Hall, Carolyn Taylor, Sandy Jobin-Bevans
- 2001 - Aurora Browne, Jennifer Goodhue, Paul Constable, Nathan David Shore
- 2002 - Pat Kelly, Matt Baram
- 2003 - Jamillah Ross, Naomi Sneickus
- 2004 - Derek Flores, Rebecca Northan
- 2005 - Anand Rajaram, Lauren Ash, Steven DelBalso, Mick Napier
- 2006 - Jim Annan, Scott Montgomery, Matthew Reid
- 2007 - Marty Adams, Darryl Hinds, Karen Parker, Leslie Seiler
- 2008 - Ashley Botting, Kerry Griffin, Reid Janisse
- 2009 - Rob Baker, Dale Boyer, Adam Cawley, Caitlin Howden
- 2010 - Inessa Frantowski, Kris Siddiqi
- 2011 - Ashley Comeau, Jason DeRosse, Nigel Downer, Alastair Forbes, Carly Heffernan

### Chicago E.T.C.
- 1983 - Bill Applebaum, Rob Bronstein, Don DePollo, Jim Fay, Susan Gauthier, Carey Goldenberg, Jeff Michalski, Jane Morris, Bernard Sahlins, Joyce Sloane, Ruby Streak
- 1984 -  Steve Assad, Dan Castellaneta, Isabella Hofmann, Maureen Kelly, Harry Murphy
- 1985 -  Andrew Alexander, Len Stuart
- 1986 - Mark Belden, Mindy Bell, Kevin Crowley, Kevin Doyle, Joe Keefe, Barbara Wallace
- 1987 - Chris Barnes, Madeline Belden, Joe Liss, Ron West
- 1988 - Laura Hall, Judith Scott, Jill Talley, Holly Wortell
- 1989 - Mark Beltzman, Dan Gillogly, Nate Herman, Michael McCarthy, Ruth Rudnick
- 1990 - Fran Adams, Steve Carell, Tom Gianas, John Rubano
- 1991 - Rose Abdoo, Megan Moore Burns, Peter Burns, Ken Hudson Campbell, Dave Razowsky
- 1992 - Scott Allman, Stephen Colbert, Ian Gomez, Jackie Hoffman, Jenna Jolovitz, Kelly Leonard
- 1993 - Scott Adsit, Michael Broh, Jimmy Doyle, Norm Holly, Nia Vardalos
- 1994 - John Hildreth
- 1995 - Adam McKay, Jeff Richmond, Aaron Rhodes, Dee Ryan, Brian Stack, Miriam Tolan, Jim Zulevic
- 1996 - Neil Flynn, Laura Krafft, Jerry C. Minor, Horatio Sanz, Peter Zahradnick
- 1997 - Aaron Carney, Matt Dwyer, Rachel Hamilton, Mick Napier, Rebecca Sohn, Rich Talarico
- 1998 - Craig Cackowski, Kristin Ford, Noah Gregoropoulos, Tami Sagher
- 1999 - Ali Farahnakian, Martin Garcia, Sue Gillan, Beth Kligerman, Jack McBrayer, David Pompeii, Lyn Pusztai, Klaus Peter Schuller, Angela V. Shelton, Trey Stone, Michael Thomas
- 2000 - Andy Cobb, Debra Downing, Abby Sher
- 2001 - Sam Albert, Joshua Funk, T. J. Jagodowski, Keegan-Michael Key
- 2002 - Peter Grosz, Nyima Funk
- 2003 - Jeremy Wilcox
- 2004 - Lee Brackett, Jen Bills, Rebecca Drysdale, Ithimar Enriquez, Robin Johnson, Frank Caeti, Matt Craig, Alison Riley
- 2005 - Rebecca Sage Allen, Jim Carlson, Alex Fendrich, Robert Janas, Chad Krueger, Niki Lindgren, Nicky Margolis
- 2006 - Amanda Blake Davis, Kirk Hanley, Andy St. Clair
- 2007 - W. Shane Oman, Marc Warzecha
- 2008 - Christina Anthony, Michael Descoteaux, Tom Flanigan, Megan Grano, Laura Grey, Matt Hovde, Timothy Edward Mason, Bruce Pirrie, Joseph Ruffner
- 2009 - Beth Melewski
- 2010 - Tim Baltz, Billy Bungeroth, Jesse Case, Brendan Jennings, Mary Sohn, Monica Wilson
- 2011 - Kyle Anderson, Aidy Bryant, Jessica Joy, Michael Lehrer